# 馬爾伯里 (堪薩斯州)
馬爾伯里（英語：Mulberry）是一個位於美國堪薩斯州克勞福德縣的城市。

## 地方資料
根據2020年美國人口普查的數據，馬爾伯里的面積為1.22平方千米，當中陸地面積為1.22平方千米，而水域面積為0.00平方千米。當地共有人口409人，而人口密度為每平方千米335.25人。